# Disjointed
Disjointed ou Le dispensaire de cannabis (au Québec) est une série comique de Netflix créée par David Javerbaum (en) et Chuck Lorre. 20 épisodes ont été commandés par Netflix. Les 10 premiers épisodes ont été diffusés sur Netflix le 25 août 2017.

## Synopsis
Après des décennies de lutte pour la légalisation de la consommation du cannabis, Ruth Whitefeather Feldman s'occupe de son dispensaire de cannabis à Los Angeles, aidée par son fils nouvellement diplômé et une équipe de jeunes employés,,.

## Distribution

### Employés du magasin
- Kathy Bates (VFB : Francine Laffineuse) : Ruth Whitefeather Feldman[1].
- Aaron Moten (VFB : Maxime Van Santfoort) : Travis, le fils de Ruth[6].
- Elizabeth Alderfer (en) (VFB : Sophie Frison) : Olivia, l'une des employées du magasin[7].
- Tone Bell (en) (VFB : Olivier Prémel) : Carter, le garde de sécurité qui souffre d'un syndrome post-traumatique après avoir effectué plusieurs missions en Irak[8].
- Elizabeth Ho (VFB : Ludivine Deworst) : Jenny, l'une des employées du magasin[9].
- Dougie Baldwin (VFB : Gauthier de Fauconval) : Pete, l'un des employés du magasin[10].

### Autres personnages
- Chris Redd (en) (VFB : Grégory Praet) : Steven Dankerson dit Dank, l'un des meilleurs clients du magasin[11].
- Betsy Sodaro (en) (VFB : Florence Pallaro) : Dabby, également une très bonne cliente du magasin et la petite copine de Dank.
- Nicole Sullivan (VFB : Nathalie Stas) : Maria Sherman, une mère de famille cliente du magasin.
- Michael Trucco (VFB : Michelangelo Marchese) : Tae Kwon Doug, dont le dojo de Tae Kwon Do est situé juste à côté du magasin.
- Missi Pyle : Mary - Jane.
- Miguel Izaguirre (VFB : Pierre Lognay) : Mo
- Rob Norton (VFB : Pierre Lognay) : Jake
- ... (VFB : Mélissa Windal) : Alexa

### Version française
- Direction artistique : Bruno Buidin et Rosalia Cuevas
- Adaptation des dialogues : Valérie Tatéossian, Géraldine Godiet, Ludivine Marcvalter et Jennifer Grossi

Source : carton de doublage

## Épisodes
| Épisode | Titre                                                                                        | Réalisation       | Scénario                                                   | Première diffusion |
| ------- | -------------------------------------------------------------------------------------------- | ----------------- | ---------------------------------------------------------- | ------------------ |
| 1       | L'herbe parfaite Omega Strain                                                                | James Burrows     | Chuck Lorre et David Javerbaum (en)                        | 25 août 2017       |
|         |                                                                                              |                   |                                                            |                    |
| 2       | Le Mont de Vénus Eve's Bush                                                                  | Rob Schiller (en) | Taii K. Austin, Mike Dieffenbach et Will Hayes             | 25 août 2017       |
|         |                                                                                              |                   |                                                            |                    |
| 3       | La Rutherford B. Haze Rutherford B. Haze                                                     | Jon Cryer         | Bill Daly, Angeli Millan et Kevin Shinick                  | 25 août 2017       |
|         |                                                                                              |                   |                                                            |                    |
| 4       | L'Erschreckendglückseligkeit OG Erschreckendglückseligkeit OG                                | Richie Keen       | Mike Dieffenbach, Will Hayes, Sam Johnson et Chris Marcil  | 25 août 2017       |
|         |                                                                                              |                   |                                                            |                    |
| 5       | La Schrödinger Schrödinger’s Pot                                                             | Richie Keen       | Bill Daly, Brenda Hsueh et Matt Kirsch                     | 25 août 2017       |
|         |                                                                                              |                   |                                                            |                    |
| 6       | La Donna Weed Donna Weed                                                                     | James Burrows     | Bill Daly, Mike Dieffenbach et Angeli Millan               | 25 août 2017       |
|         |                                                                                              |                   |                                                            |                    |
| 7       | La Bal de Fin d'année Prom Night                                                             | Jon Cryer         | Will Hayes, Brenda Hsueh et Matt Kirsch                    | 25 août 2017       |
|         |                                                                                              |                   |                                                            |                    |
| 8       | La Pyongyang Green Pyongyang Green                                                           | Rhiannon O'Harra  | Taii K. Austin, Sam Johnson, Chris Marcil et Kevin Shinick | 25 août 2017       |
|         |                                                                                              |                   |                                                            |                    |
| 9       | Les boulettes de m*** d'Olivia Olivia's Shitballs                                            | Richie Keen       | Brenda Hsueh, Matt Kirsch et Angeli Millan                 | 25 août 2017       |
|         |                                                                                              |                   |                                                            |                    |
| 10      | La Pire The Worst                                                                            | Guy Distad (en)   | Taii K. Austin, Sam Johnson, Chris Marcil et Kevin Shinick | 25 août 2017       |
|         |                                                                                              |                   |                                                            |                    |
| 11      | La beuh de rêve 4/20 Fantasy                                                                 | Richie Keen       | Taii K. Austin, Sam Johnson, Chris Marcil & Kevin Shinick  | 12 janvier 2018    |
|         |                                                                                              |                   |                                                            |                    |
| 12      | La beuh à l'hélium Helium Dream                                                              | Richie Keen       | John D. Beck, Ron Hart, Brenda Hsueh and Will Hayes        | 12 janvier 2018    |
|         |                                                                                              |                   |                                                            |                    |
| 13      | La beuh Light Buds Light                                                                     | Richie Keen       | Sam Johnson, Chris Marcil, Taii K. Austin & Kevin Shinick  | 12 janvier 2018    |
|         |                                                                                              |                   |                                                            |                    |
| 14      | La beuh de la fortune Weed of Fortune                                                        | Richie Keen       | John D. Beck, Ron Hart, Brenda Hsueh and Will Hayes        | 12 janvier 2018    |
|         |                                                                                              |                   |                                                            |                    |
| 15      | La réserve privée Travissimo                                                                 | James Widdoes     | Sam Johnson, Chris Marcil, Taii K. Austin & Kevin Shinick  | 12 janvier 2018    |
|         |                                                                                              |                   |                                                            |                    |
| 16      | E.T.P.B.P.N. B.Y.O.P.F.U.                                                                    | James Widdoes     | John D. Beck, Ron Hart, Brenda Hsueh and Will Hayes        | 12 janvier 2018    |
|         |                                                                                              |                   |                                                            |                    |
| 17      | L'empereur Shennong Emperor Shennong                                                         | James Widdoes     | Sam Johnson, Chris Marcil & Kevin Shinick                  | 12 janvier 2018    |
|         |                                                                                              |                   |                                                            |                    |
| 18      | La AARBeuh A-A-R-Pot                                                                         | John Fortenberry  | John D. Beck, Ron Hart, Brenda Hsueh and Will Hayes        | 12 janvier 2018    |
|         |                                                                                              |                   |                                                            |                    |
| 19      | La potion bien-être revigorante du Dr Dankerson Dr Dankerson's Revivifying Wellness Tincture | Rhiannon O'Harra  | Sam Johnson, Chris Marcil & Kevin Shinick                  | 12 janvier 2018    |
|         |                                                                                              |                   |                                                            |                    |
| 20      | La Main Street, USA Main Street, USA                                                         | Richie Keen       | John D. Beck, Ron Hart, Brenda Hsueh and Will Hayes        | 12 janvier 2018    |
|         |                                                                                              |                   |                                                            |                    |

## Production
En décembre 2016, Jessica Lu (en) est remplacée par Elizabeth Ho pour le rôle de Jenny,.
En février 2018, la série est annulée par Netflix après une saison.

## Réception critique
Disjointed a reçu globalement de mauvaises critiques. L'agrégateur Rotten Tomatoes donne à la série une note globale de 23 % basée de 17 critiques, avec un score moyen de 4,03/10. Metacritic donne à la série le score de 43 sur 100, en se basant sur 22 critiques.